# Colonia del Río
Colonia del Río är en ort i Mexiko.   Den ligger i kommunen San Luis Río Colorado och delstaten Sonora, i den nordvästra delen av landet, 2 100 km nordväst om huvudstaden Mexico City. Colonia del Río ligger 18 meter över havet och antalet invånare är 120.
Terrängen runt Colonia del Río är mycket platt. Runt Colonia del Río är det glesbefolkat, med 19 invånare per kvadratkilometer. Närmaste större samhälle är San Luis Río Colorado, 19,7 km nordost om Colonia del Río. Trakten runt Colonia del Río är ofruktbar med lite eller ingen växtlighet.